# Krehovîci, Rojneativ
Krehovîci (în ucraineană Креховичі) este o comună în raionul Rojneativ, regiunea Ivano-Frankivsk, Ucraina, formată numai din satul de reședință.

## Demografie
Componența lingvistică a comunei Krehovîci
     Ucraineană (99,55%)
     Alte limbi (0,45%)
Conform recensământului din 2001, majoritatea populației comunei Krehovîci era vorbitoare de ucraineană (99,55%), existând în minoritate și vorbitori de alte limbi.